# Alseuosmia turneri
Alseuosmia turneri är en tvåhjärtbladig växtart som beskrevs av Rhys Owen Gardner. Alseuosmia turneri ingår i släktet Alseuosmia och familjen Alseuosmiaceae. Inga underarter finns listade i Catalogue of Life.